# Michael Curry (Basketballtrainer)
Michael Edward Curry (* 22. August 1968 in Anniston (Alabama)) ist ein US-amerikanischer Basketballtrainer und ehemaliger -spieler.

## Spielerkarriere
Auf Hochschulebene war Curry bis 1990 Spieler der Georgia Southern University. In der Saison 1989/90 war er mit 16,6 Punkten je Begegnung bester Korbschütze der Mannschaft und führte diese ebenfalls mit 7 Rebounds je Begegnung an. 2000 wurde er in die Sportruhmeshalle der Hochschule aufgenommen.
Currys erster Halt im Berufsbasketball war der deutsche Bundesligist Steiner Bayreuth. Für die Oberfranken spielte er in der Saison 1990/91 unter seinem Landsmann Murray Arnold als Trainer. Linkshänder Curry erwies sich in Bayreuth als sprunggewaltiger Flügelspieler, ließ als Profineuling mitunter aber noch Sicherheit und Beständigkeit vermissen.
1992/93 stand er in der Continental Basketball Association (CBA) bei den Capital Region Pontiacs unter Vertrag, 1993/94 gab er bei den Philadelphia 76ers seinen Einstand in der NBA. Im Laufe der Saison wechselte Curry nach Italien zu Clear Cantù. Dort überzeugte er mit 25,5 Punkten pro Begegnung. 1994/95 stand er im spanischen Girona unter Vertrag, spielte 1995/96 teils wieder in der CBA (Omaha Racers) und teils in der NBA.
Curry bestritt bis 2005 703 Spiele in der NBA. Den besten Punkteschnitt in einer NBA-Saison erreichte er 1996/97, als er für die Milwaukee Bucks im Mittel 6,6 Punkte je Begegnung verbuchte. Von 2001 bis 2005 war Curry Präsident der Spielergewerkschaft National Basketball Players Association.

## Trainerkarriere
Nach dem Ende seiner Spielerlaufbahn arbeitete Curry zwei Jahre in der NBA-Geschäftsstelle. Dort war für Belange der NBA Development League zuständig.
Am 10. Juni 2008 unterschrieb er als Cheftrainer bei den Detroit Pistons, damit löste er Flip Saunders ab. Zuvor war Curry bei derselben Mannschaft Co-Trainer. Am 30. Juni 2009 wurde er in Detroit entlassen. Zur Saison 2010/11 wurde Curry Co-Trainer der Philadelphia 76ers und blieb bis 2013 im Amt. Im April 2014 wurde Curry Cheftrainer der Hochschulmannschaft der Florida Atlantic University. Mitte März 2018 wurde er aus sportlichen Gründen entlassen.